# Poligénia
A poligénia, vagy sokgénes öröklődésmenet olyan génkölcsönhatási forma, amelyben több gén határoz meg egy tulajdonságot. Több, akár egymástól teljesen eltérő gén ha egyszerre dekodifikálódik újabb tulajdonság jöhet létre a fenotípusban. A poligének hatását a környezeti tényezők erősen befolyásolják, illetve az egyes allélok különféleképpen hatnak egymásra. Ezek a nem allélikus génkölcsönhatások. Ilyenek az együttműködő gének, az összeadódó hatású gének, a kiegészítő gének, a többszörös dominancia és az episztázis. Ezek eredményeként alakul ki a génekbe kódolt tulajdonság. Megfordítva, egy gén több tulajdonságot is kialakíthat; ez a pleiotrópia.
Poligénia alapján öröklődik például az embereknél a magasság, vagy az intelligencia, állatoknál tejhozam, tojáshozam stb.
Számos betegség kialakulása is több génhez kötött, ilyen a magas vérnyomás, a cukorbetegség, a tumorok egy része, a szkizofrénia, Alzheimer kór, epilepszia,  valamint a fejlődési rendellenességek egy része (pl. az anencephalia vagy a nyitott gerinc).